# Landing (militair)

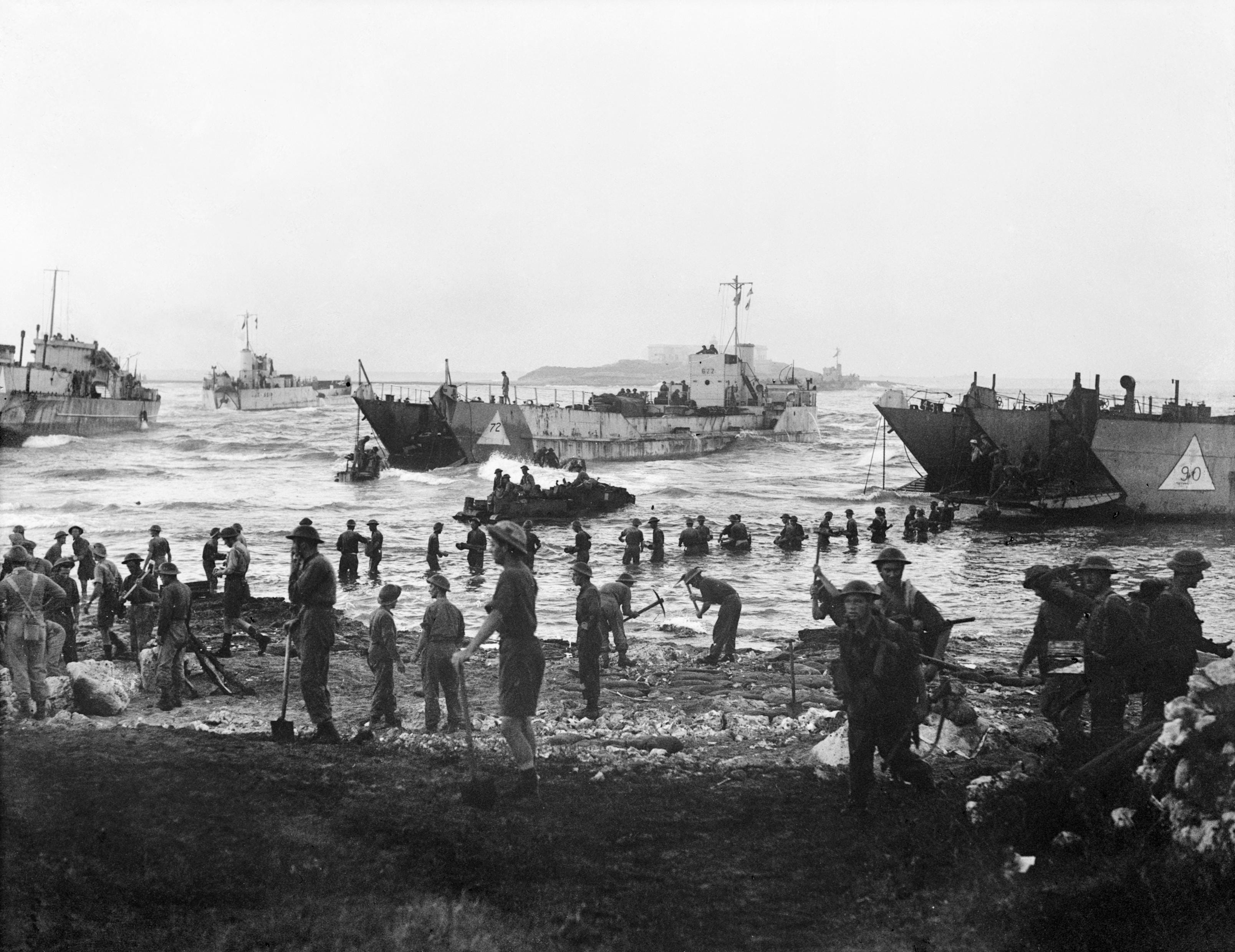
Landing op Sicilië in 1943

Een landing of landingsoperatie is een militaire actie met als doel om troepen vanuit watergebied in een gebied onder controle van de vijand te plaatsen. Vaak wordt er gebruikgemaakt van een landingsvaartuig of een vliegtuig met luchtlandingstroepen. De tactiek die gebruikt wordt bij een landing vanuit vaartuigen, valt vaak onder amfibische oorlogvoering.
Door de gedropte infanterie moet na de landing een gebied veroverd en veilig gesteld worden, waar bevoorrading plaats kan vinden. De bekendste landing uit de geschiedenis is Operatie Overlord waar geallieerde troepen in Normandië een succesvolle aanval deden op Duitse vestigingen. Deze operatie, die plaatsvond op 6 juni 1944, is achteraf beter bekend als D-Day.